# Antonia di Savoia
Antonia di Savoia (... – 1500) è stata consorte del signore di Monaco dal 1494 al 1500, come moglie di Giovanni II.

## Biografia

### Infanzia

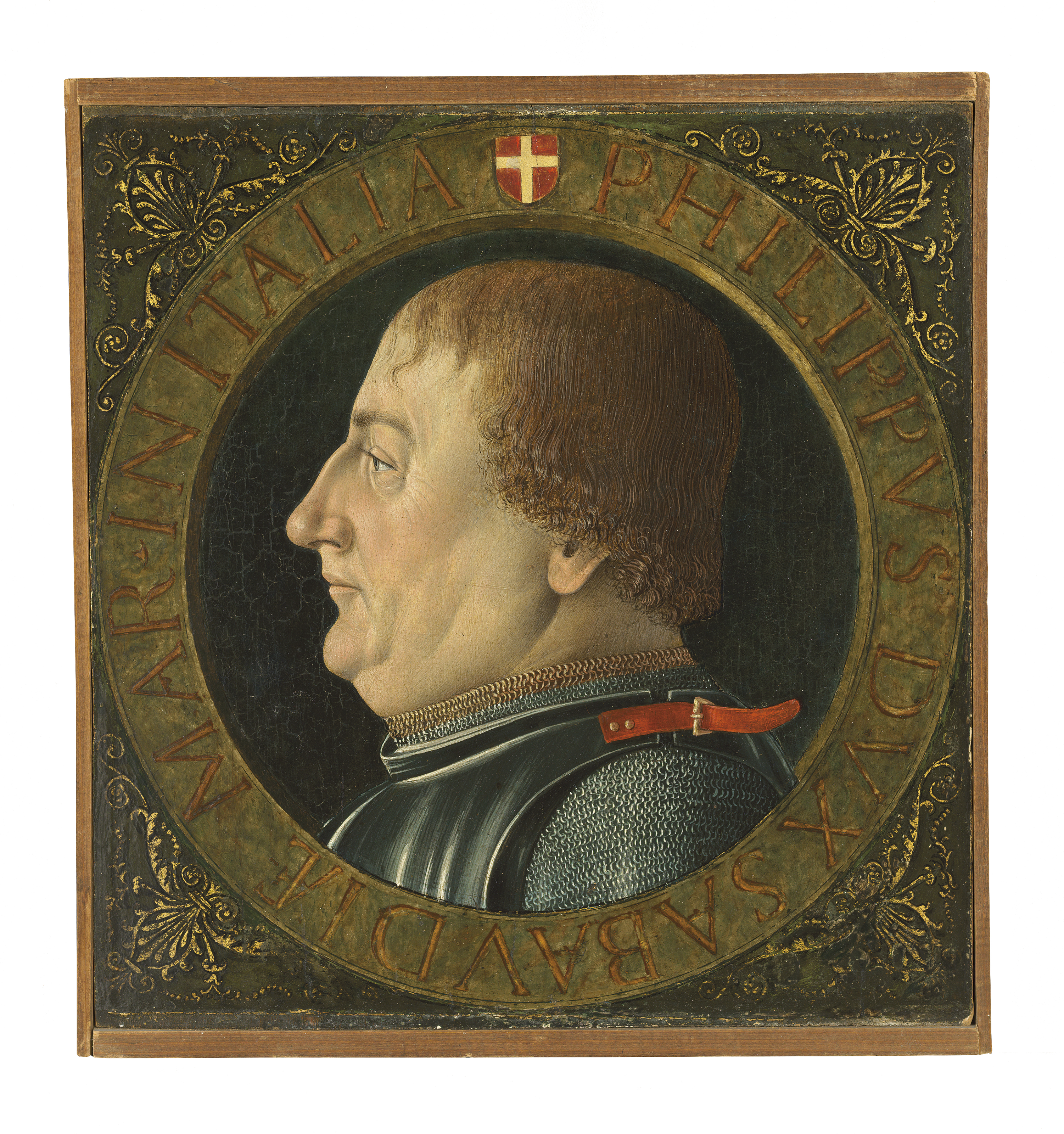
Filippo II di Savoia ritratto in armatura da Macrino d'Alba

Antonia o Antonietta di Savoia era la figlia illegittima di Filippo II, duca di Savoia e della sua amante Libera Portoneri. Da questa relazione extraconiugale del padre, Antonia ebbe due fratelli: Renato e Pietro. Venne legittimata dal padre ed educata nella casa della zia Carlotta presso la corte di Francia.

### Matrimonio
Nel 1486 si sposò con Giovanni Grimaldi, allora erede alla Signoria di Monaco, nell'ambito di un accordo di alleanza tra le dinastie Savoia e Grimaldi, sostenuto dalla Francia.

### Morte
Dopo sei anni dall'ascesa del marito al trono monegasco, Anna di Savoia morì nel 1500.

## Discendenza
La coppia ebbe una figlia, Maria Grimaldi, che nel 1515 si sposò con Girolamo Grosso Della Rovere e fu costretta a rinunciare ai suoi diritti al trono al momento del suo matrimonio.

## Ascendenza
|                      |     |                     | Genitori                        |  |  | Nonni |  |  | Bisnonni              |  |  | Trisnonni            |  |
|                      |     |                     |                                 |  |  |       |  |  | Amedeo VIII di Savoia |  |  | Amedeo VII di Savoia |  |
|                      |     |                     |                                 |  |  |       |  |  | Amedeo VIII di Savoia |  |  | Amedeo VII di Savoia |  |
|                      |     | Bona di Berry       |                                 |  |  |       |  |  | Amedeo VIII di Savoia |  |  |                      |  |
| Ludovico di Savoia   |     |                     |                                 |  |  |       |  |  | Amedeo VIII di Savoia |  |  |                      |  |
|                      |     | Maria di Borgogna   | Filippo II di Borgogna          |  |  |       |  |  |                       |  |  |                      |  |
|                      |     | Maria di Borgogna   | Filippo II di Borgogna          |  |  |       |  |  |                       |  |  |                      |  |
|                      |     | Maria di Borgogna   | Margherita III di Fiandra       |  |  |       |  |  |                       |  |  |                      |  |
| Filippo II di Savoia |     | Maria di Borgogna   |                                 |  |  |       |  |  |                       |  |  |                      |  |
|                      |     | Giano di Cipro      | Giacomo I di Cipro              |  |  |       |  |  |                       |  |  |                      |  |
|                      |     | Giano di Cipro      | Giacomo I di Cipro              |  |  |       |  |  |                       |  |  |                      |  |
|                      |     | Giano di Cipro      | Helvis di Brunswick-Grubenhagen |  |  |       |  |  |                       |  |  |                      |  |
| Anna di Cipro        |     | Giano di Cipro      |                                 |  |  |       |  |  |                       |  |  |                      |  |
|                      |     | Carlotta di Borbone | Giovanni I di Borbone-La Marche |  |  |       |  |  |                       |  |  |                      |  |
|                      |     | Carlotta di Borbone | Giovanni I di Borbone-La Marche |  |  |       |  |  |                       |  |  |                      |  |
|                      |     | Carlotta di Borbone | Caterina di Vendôme             |  |  |       |  |  |                       |  |  |                      |  |
| Antonia di Savoia    |     | Carlotta di Borbone |                                 |  |  |       |  |  |                       |  |  |                      |  |
|                      | ... | ...                 |                                 |  |  |       |  |  |                       |  |  |                      |  |
|                      | ... | ...                 |                                 |  |  |       |  |  |                       |  |  |                      |  |
|                      | ... | ...                 |                                 |  |  |       |  |  |                       |  |  |                      |  |
| ...                  | ... |                     |                                 |  |  |       |  |  |                       |  |  |                      |  |
|                      |     | ...                 | ...                             |  |  |       |  |  |                       |  |  |                      |  |
|                      |     | ...                 | ...                             |  |  |       |  |  |                       |  |  |                      |  |
|                      |     | ...                 | ...                             |  |  |       |  |  |                       |  |  |                      |  |
| Libera Portoneri     |     | ...                 |                                 |  |  |       |  |  |                       |  |  |                      |  |
|                      |     | ...                 | ...                             |  |  |       |  |  |                       |  |  |                      |  |
|                      |     | ...                 | ...                             |  |  |       |  |  |                       |  |  |                      |  |
|                      |     | ...                 | ...                             |  |  |       |  |  |                       |  |  |                      |  |
| ...                  |     | ...                 |                                 |  |  |       |  |  |                       |  |  |                      |  |
|                      |     | ...                 | ...                             |  |  |       |  |  |                       |  |  |                      |  |
|                      |     | ...                 | ...                             |  |  |       |  |  |                       |  |  |                      |  |
|                      |     | ...                 | ...                             |  |  |       |  |  |                       |  |  |                      |  |
|                      |     | ...                 |                                 |  |  |       |  |  |                       |  |  |                      |  |